# Las Arenas (Guecho)
Las Arenas (en euskera Areeta, oficialmente Las Arenas/Areeta) es un barrio del municipio de Guecho, en la provincia vasca de Vizcaya (España). Es el segundo núcleo poblacional de dicha localidad con 26 807 habitantes (datos de 2013), de los cuales 12 444 son hombres y 14 363 mujeres.
Se trata de un barrio de densidad poblacional media en el que se combina una nutrida zona comercial en torno a la calle Mayor con zonas residenciales.
Cuenta con un centro de salud en la calle Amaya en el barrio de Santa Ana y con dos paradas de metro:  Areeta (Las Arenas) y Gobela.

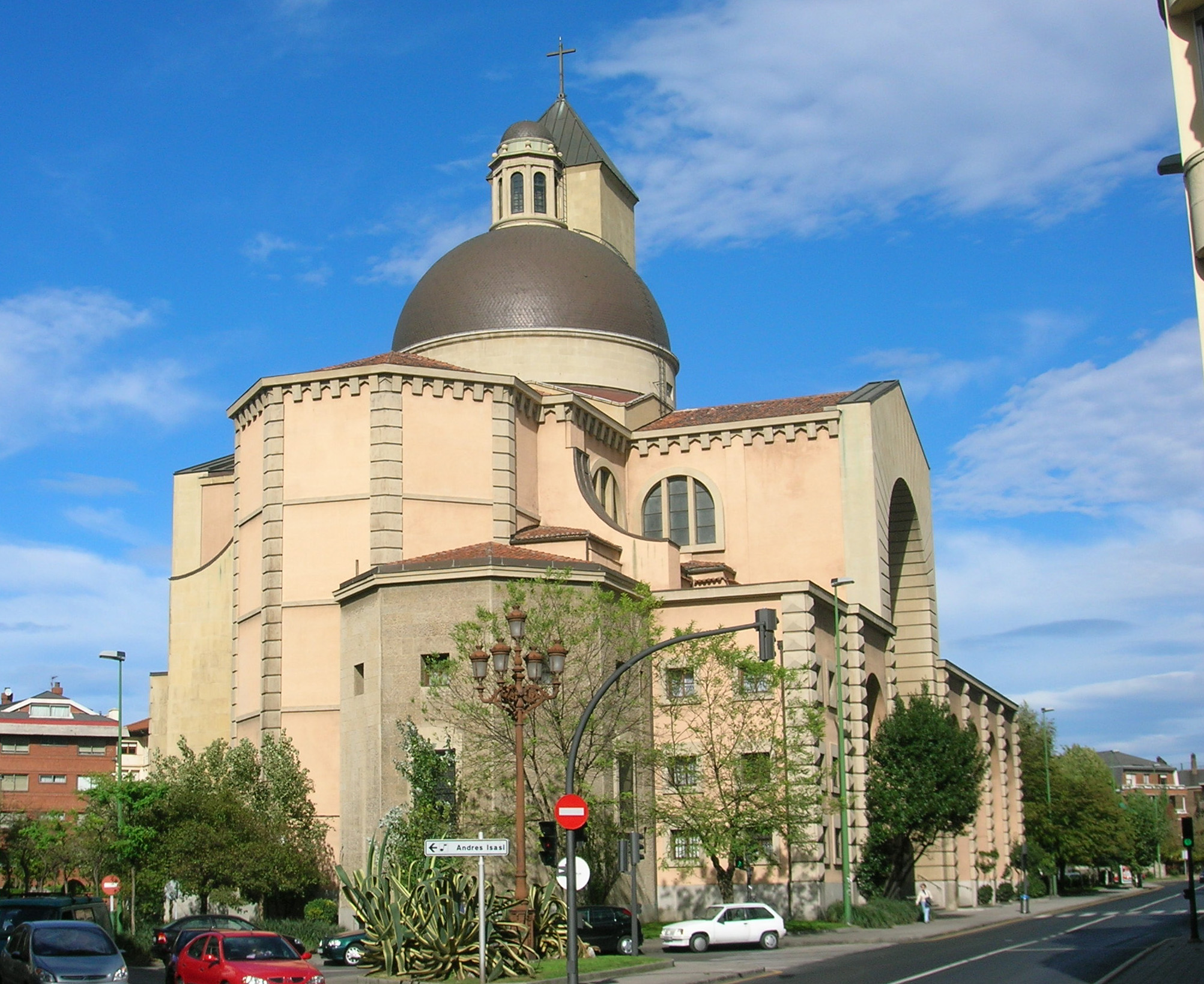
Iglesia de Nuestra Señora de Las Mercedes

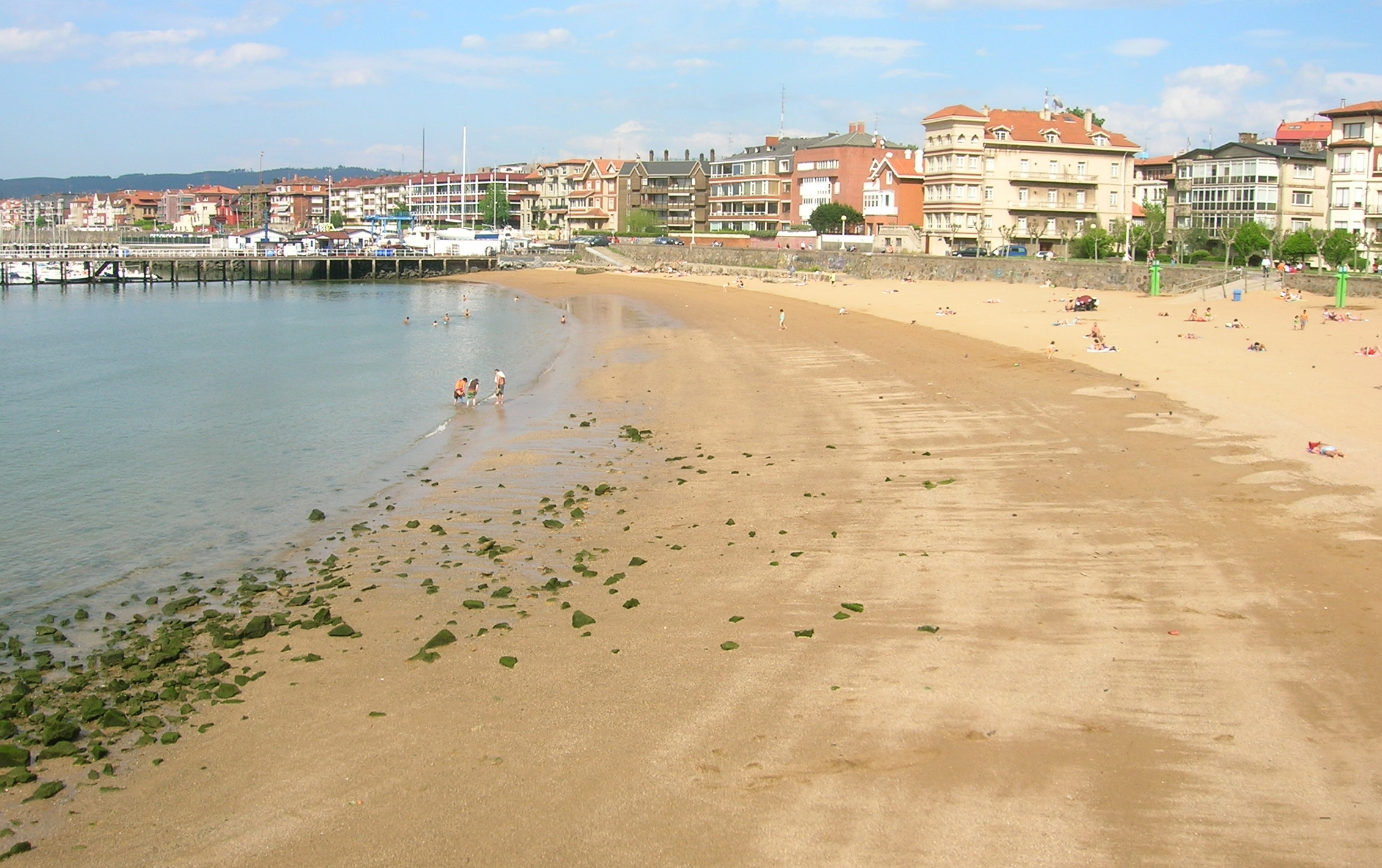
Playa de Las Arenas. Al fondo, el primer muelle del puerto, y el paseo

Las Arenas está conectado a Portugalete por medio del Puente Colgante y a Algorta por medio de la avenida Zugazarte. Tiene también un puerto de recreo y una playa (lo que queda de los antiguos arenales de la zona que dan nombre al barrio). 
Las Arenas se puede dividir en los siguientes barrios:
- Las Mercedes: vertebrado en torno a la calle Mayor.
- Santa Ana: barrio residencial colindante al municipio de Lejona.
- Antiguo Golf
- Romo: pertenece en su mayoría a Las Arenas, y una pequeña parte al municipio de Leioa.
- Zugazarte: en torno a la avenida Zugazarte, desde su inicio en la avenida de Las Arenas hasta su confluencia con la avenida de Algorta.

## Lugares y edificios de interés
- Bidearte: En el Muelle de las Arenas. Edificio construido en 1927 por Manuel María Smith como "casa de inquilinos de lujo". De porte palaciego, se encuadra dentro de un estilo regionalista de inspiración neovasca, con rasgos montañeses y alguna influencia británica.
- Casa Cisco: En la avenida Zugazarte. Levantada entre 1909 y 1911 según planos de Manuel María Smith, se trata de un palacete de tipo nórdico, que sufrió una reforma barroquizante con inclusión de detalles del estilo tradicional inglés de la Reina Ana.
- Casa de Espiritualidad María Reparadora: En la avenida Zugazarte. Erigida en 1915 en estilo neoclásico francés, según traza del arquitecto José María Basterra.
- Cristina Etxea: En el Muelle de las Arenas. Edificio de viviendas de 1894.
- Fábrica Harino Panadera.
- Iglesia de Nuestra Señora de las Mercedes: En la avenida Las Arenas. Monumental templo en la avenida de Las Arenas, terminado en 1947 según proyecto de Rafael de Garamendi y Manuel Ignacio Galíndez. Destaca el gran contraste existente entre el exterior, inspirado en la arquitectura clasicista manierista de finales del siglo XVI y comienzos del XVII, y su interior, exponente del muralismo contemporáneo. Los murales que recubren el ábside y la bóveda de la capilla mayor, así como los interiores de las capillas laterales, son obra de Alfonso Ramil, autor también de los diseños de la mayoría de las vidrieras y del Vía Crucis.
- Muelle de Churruca: Esta agradable zona ajardinada, asomada en promontorio al mar, incluye el Monumento, en bronce y piedra, en honor al ingeniero que planificó y dirigió las obras de canalización de la ría.
- Palacio Kai-Alde: En el Muelle de las Arenas. Construido en 1925 por Manuel María Smith, es un prototipo de arquitectura palaciega vizcaína con elementos constructivos y decorativos de naturaleza ecléctica.
- Palacio San Joseren: es un edificio ecléctico cuyo artífice, José Luis Oriol, construyó como vivienda familiar, finalizando su construcción a principios de siglo, más concretamente en 1916.
- Puente de Vizcaya. Declarado Patrimonio de la Humanidad por la UNESCO en 2006 por tratarse de una de las más destacadas obras de arquitectura del hierro de la Revolución industrial. Fue inaugurado en 1893 como el primer transbordador mecánico del mundo y en la actualidad sigue en servicio.